# Loveč
Loveč (in bulgaro Ловеч?) è una città di 31 899 abitanti della Bulgaria centro-settentrionale, centro amministrativo dell'omonima regione e della subordinata municipalità di Loveč. È situata a 150 km dalla capitale Sofia. Le città importanti più vicine sono Pleven, Trojan e Teteven.
All'epoca della rivoluzione contro gli Ottomani Loveč fu il centro delle operazioni dell'Organizzazione Rivoluzionaria Interna di Vasil Levski, al quale è intitolato un museo, il più grande tra quelli dedicati a questo personaggio. Il museo si trova nella città vecchia di Loveč.

## Collocazione geografica
Loveč è situata nell'area balcanica della Bulgaria settentrionale, su entrambe le rive del fiume Osăm, e si estende su un territorio che unifica rilievi e tratto pianeggiante. La parte orientale della città è circondata da un plateau di 250 metri d'altezza, dove si trova il parco più vasto di Loveč, lo Strateš, mentre la parte sudoccidentale è circondata dai rilievi Hisarja e Baš Bunar. A nord-ovest i rilievi degradano progressivamente nella pianura della vicina Regione di Pleven. L'altitudine media di Loveč è di circa 200 metri sul livello del mare. Il punto più alto della città è il Monte Akbair (450 m).
Loveč è particolarmente attraente dal punto di vista paesaggistico, dato che conta numerosi parchi e luoghi di riposo. Nel Parco Strateš, il luogo più alto della città, vi sono molti cespugli di lillà, facilmente visibili da tutta la città e assai piacevoli da osservare in primavera. Per queste ragioni Loveč è conosciuta come "la città dei lillà".

## Storia
Centro di origine trace, fu trasformata dai Romani in città fortezza con il nome di Melta. Nel 1190 i rappresentanti dell'Impero bizantino presenti in città riconobbero l'indipendenza del ricostituito Regno di Bulgaria. Fu un fiorente centro commerciale e artigiano durante la dominazione ottomana.

## Località

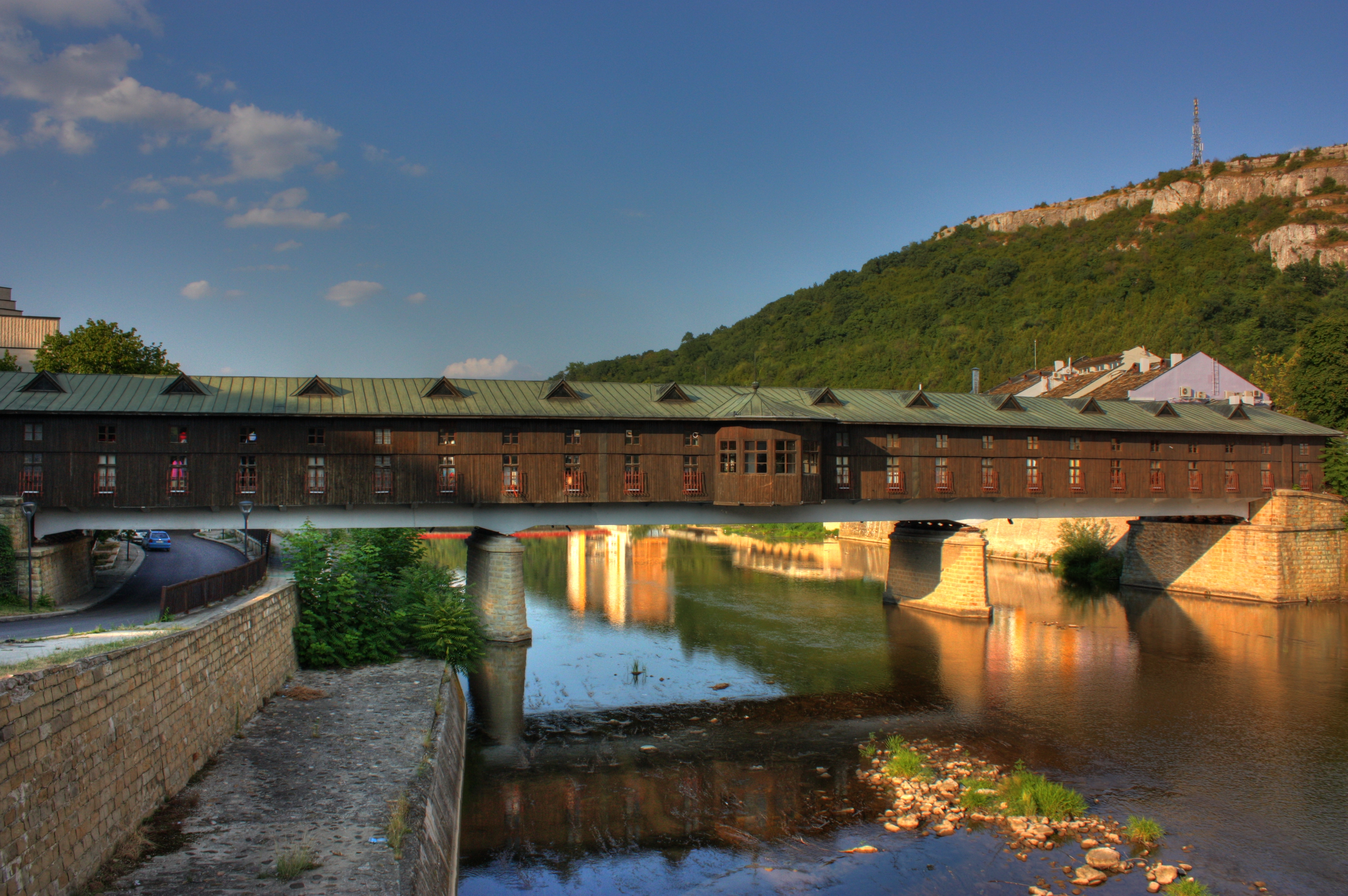
Il Ponte Coperto

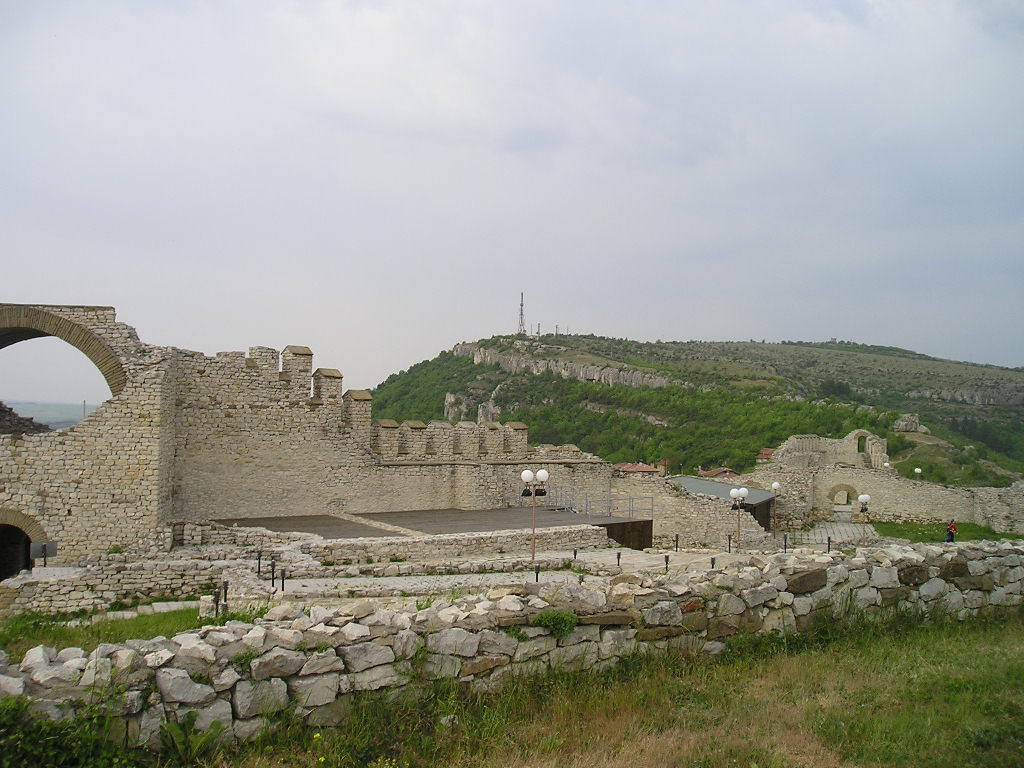
La fortezza

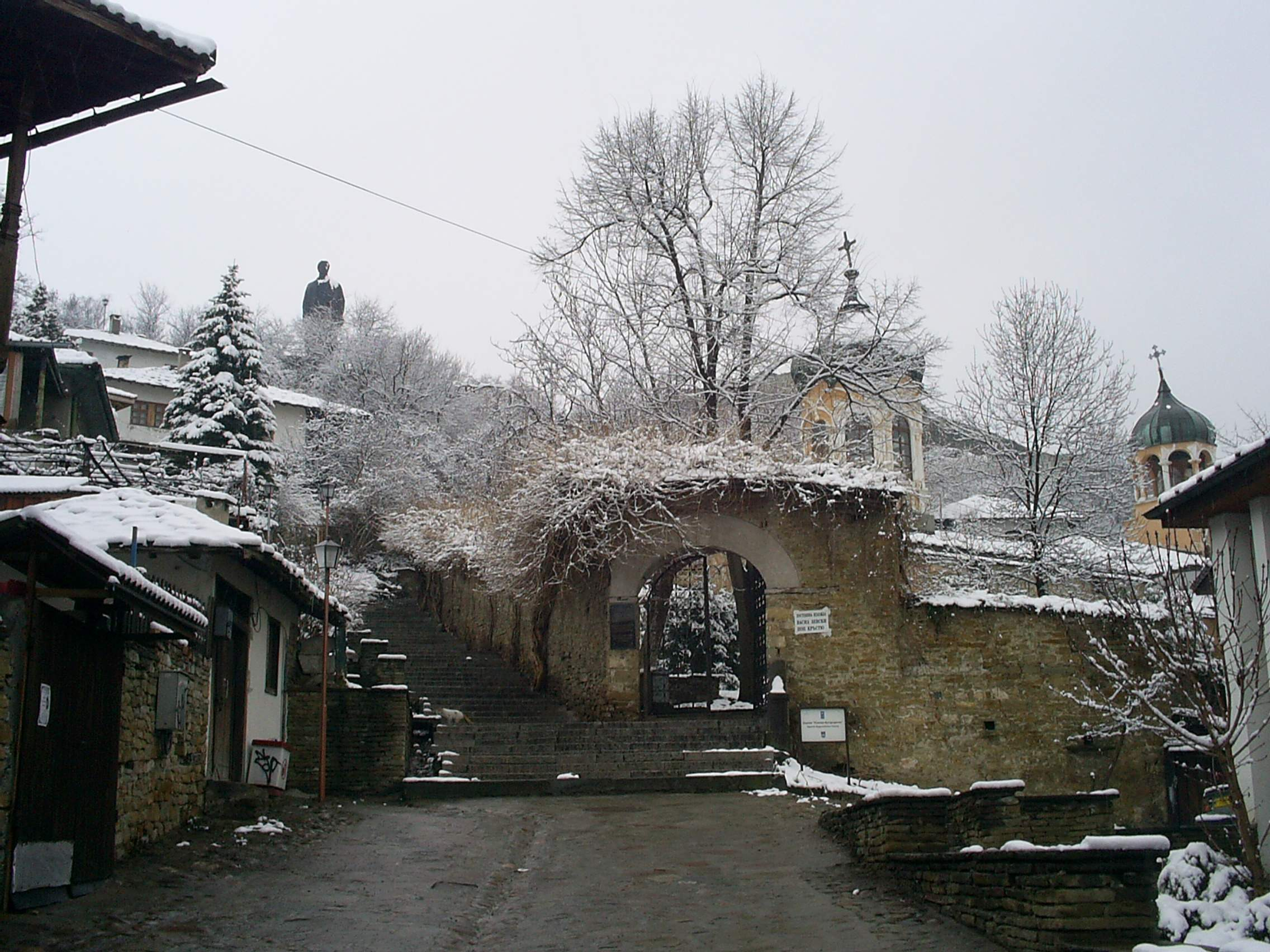
La chiesa nel quartiere vecchio ed in fondo la statua di Levski

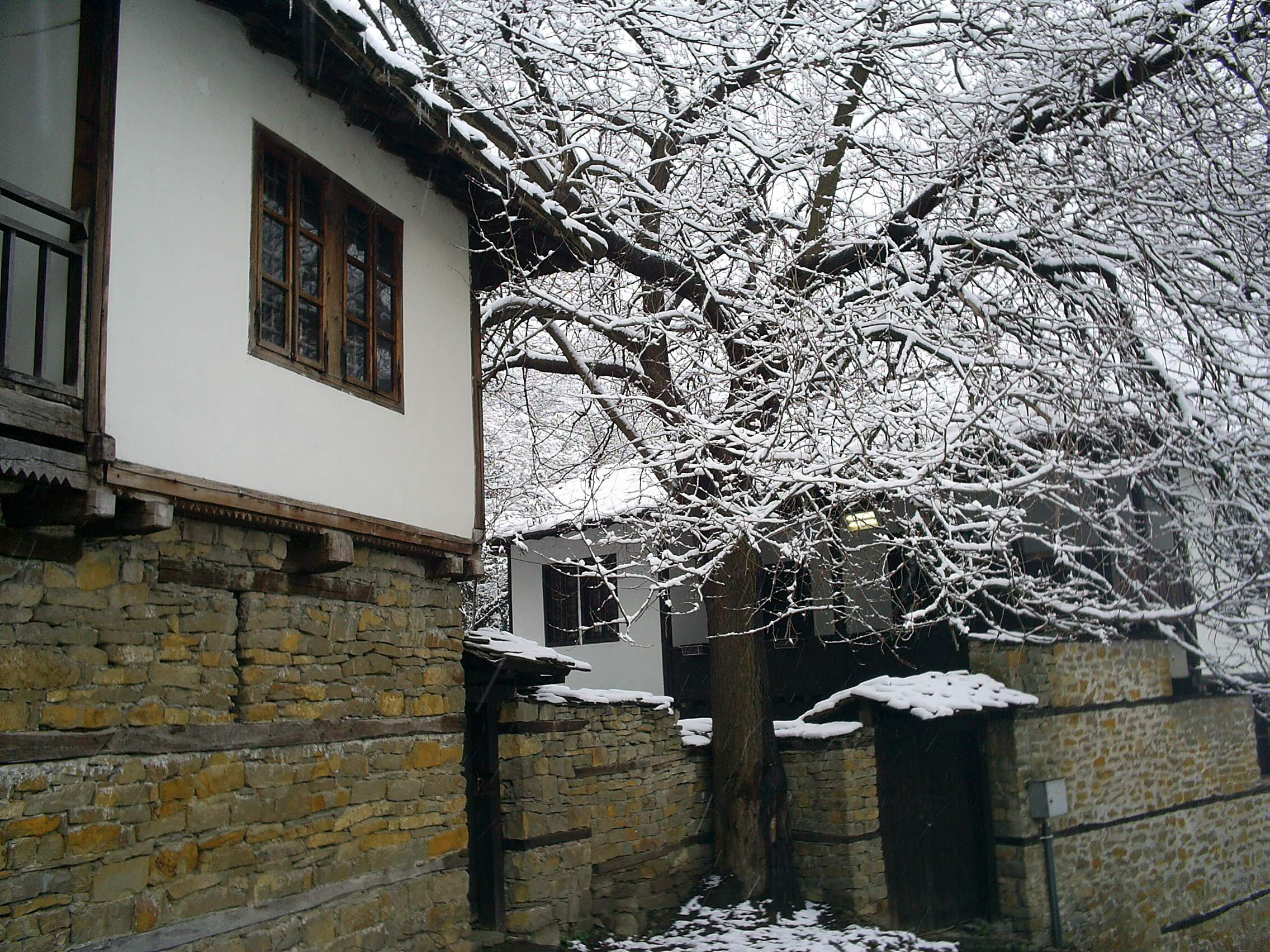
Il quartiere vecchio

Il comune di Loveč è composto dalle seguenti località:
| Villaggio rurale | Abitanti |
| ---------------- | -------- |
| Ablaniza         | 147      |
| Aleksandrovo     | 2147     |
| Bahovica         | 983      |
| Brestovo         | 130      |
| Bălgarene        | 185      |
| Vladinia         | 378      |
| Goran            | 262      |
| Gorno Pavlikene  | 137      |
| Gostinia         | 116      |
| Devetaki         | 192      |
| Doirenzii        | 1205     |
| Drenov           | 327      |
| Dăbrava          | 32       |
| Izvorce          | 24       |
| Ioglav           | 312      |
| Kazacevo         | 252      |
| Kărcina          | 210      |
| Lescnica         | 121      |
| Lisec            | 883      |
| Malinovo         | 887      |
| Prelom           | 79       |
| Presiaka         | 241      |
| Scobelevo        | 263      |
| Slaviani         | 799      |
| Slatina          | 82       |
| Slivek           | 82       |
| Smocian          | 248      |
| Sokolovo         | 133      |
| Stefanovo        | 55       |
| Radjuvene        | 641      |
| Tepava           | 49       |
| Umarefci         | 339      |
| Hlevene          | 249      |
| Čavdarci         | 384      |

## Sport
È sede del Profesionalen Futbolen Klub Litex Loveč, società di calcio.

## Galleria d'immagini

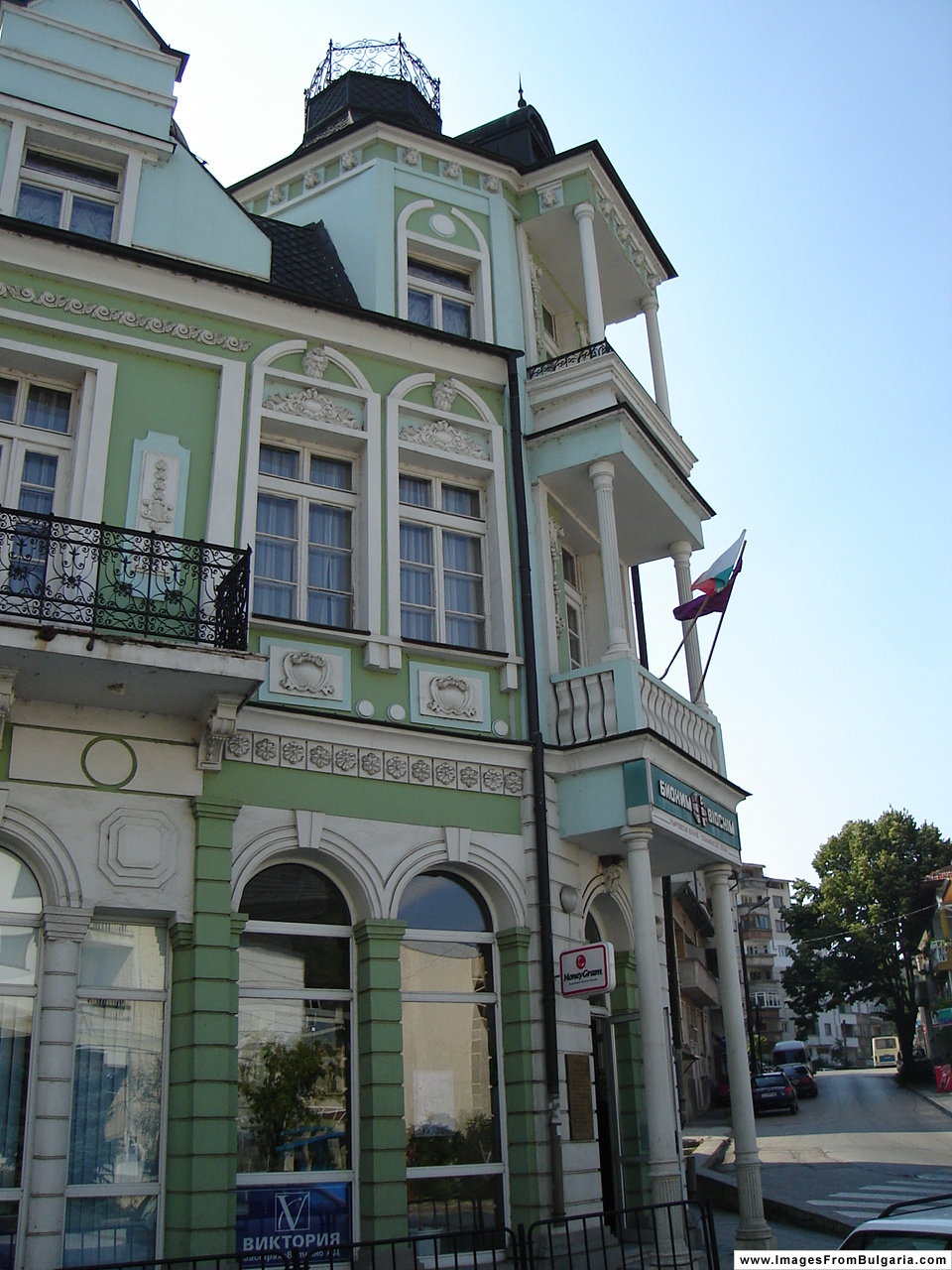
Le case barocche
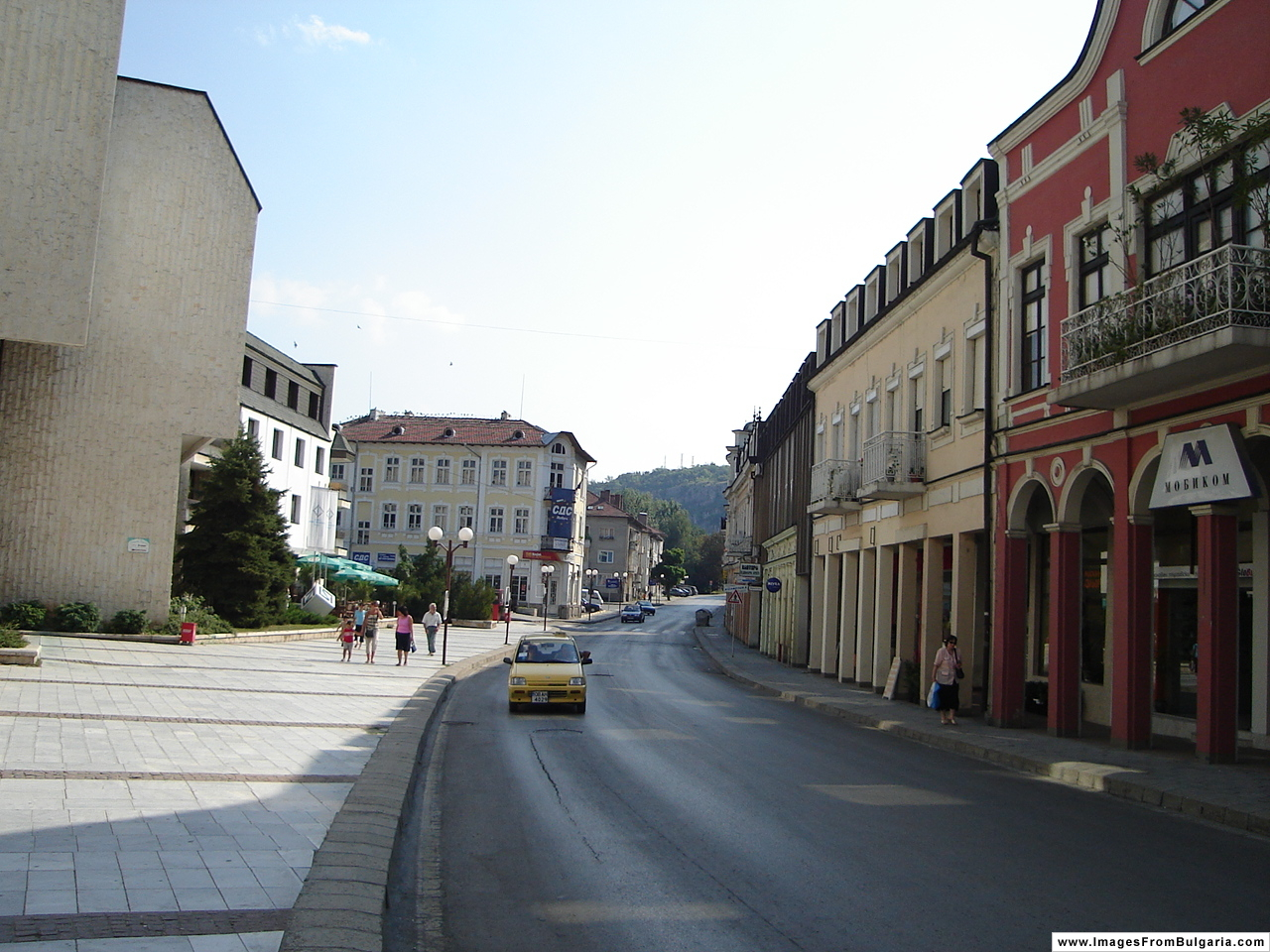
Il centro di Lovech
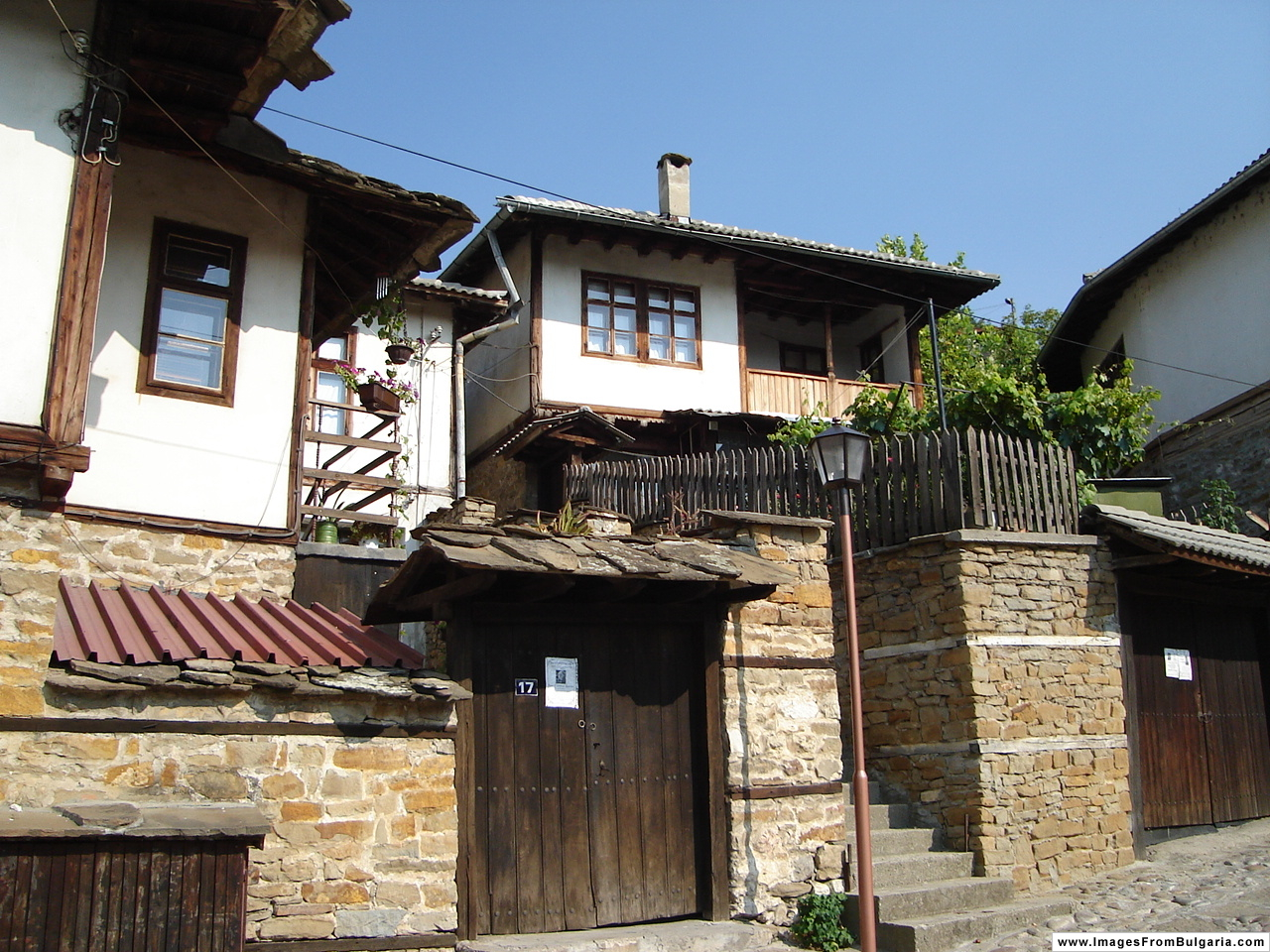
Il Quartiere Nazionale della Rivoluzione
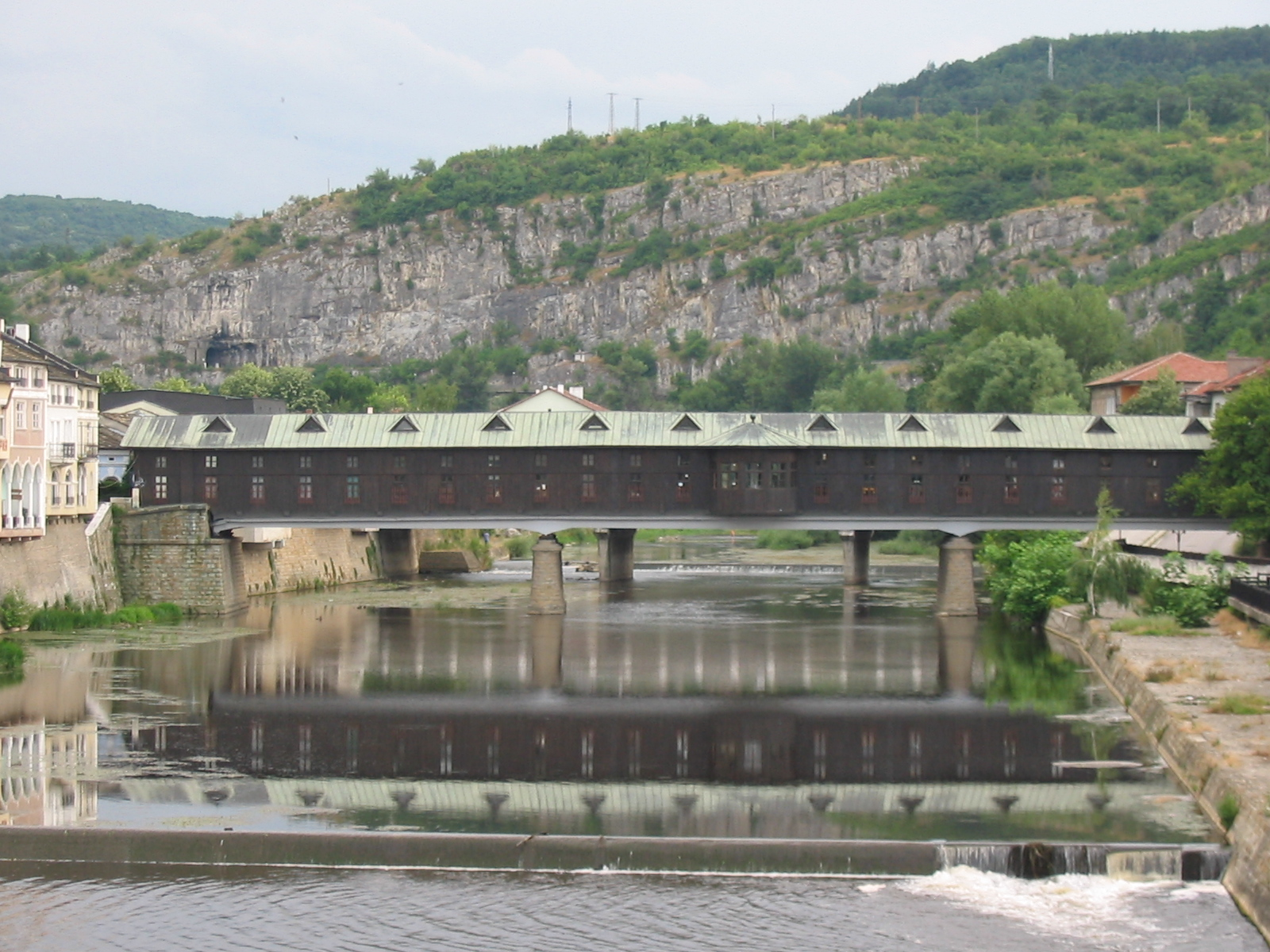
Il Ponte Coperto che unisce le due parti della città
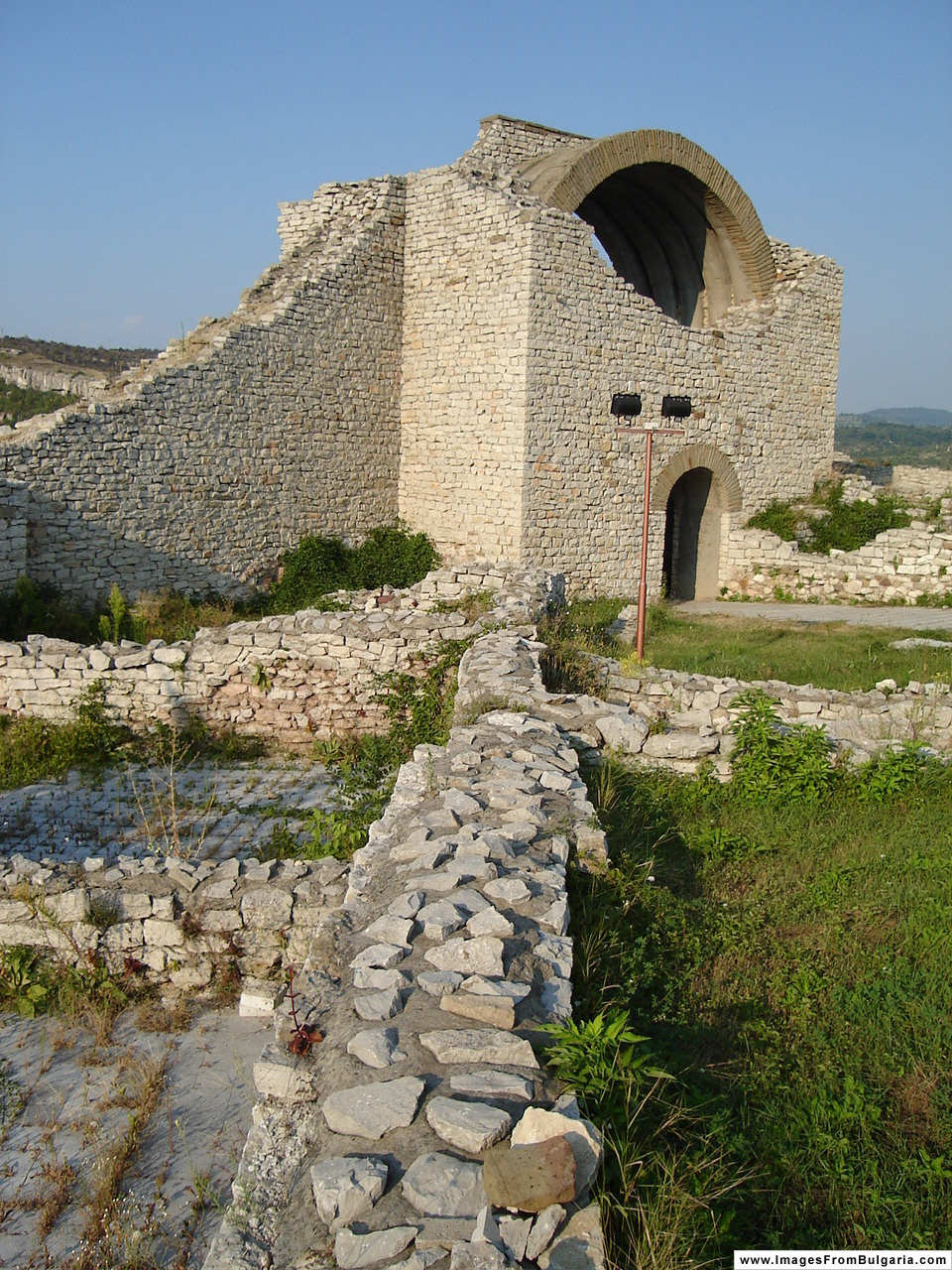
L'antica fortezza di Lovech
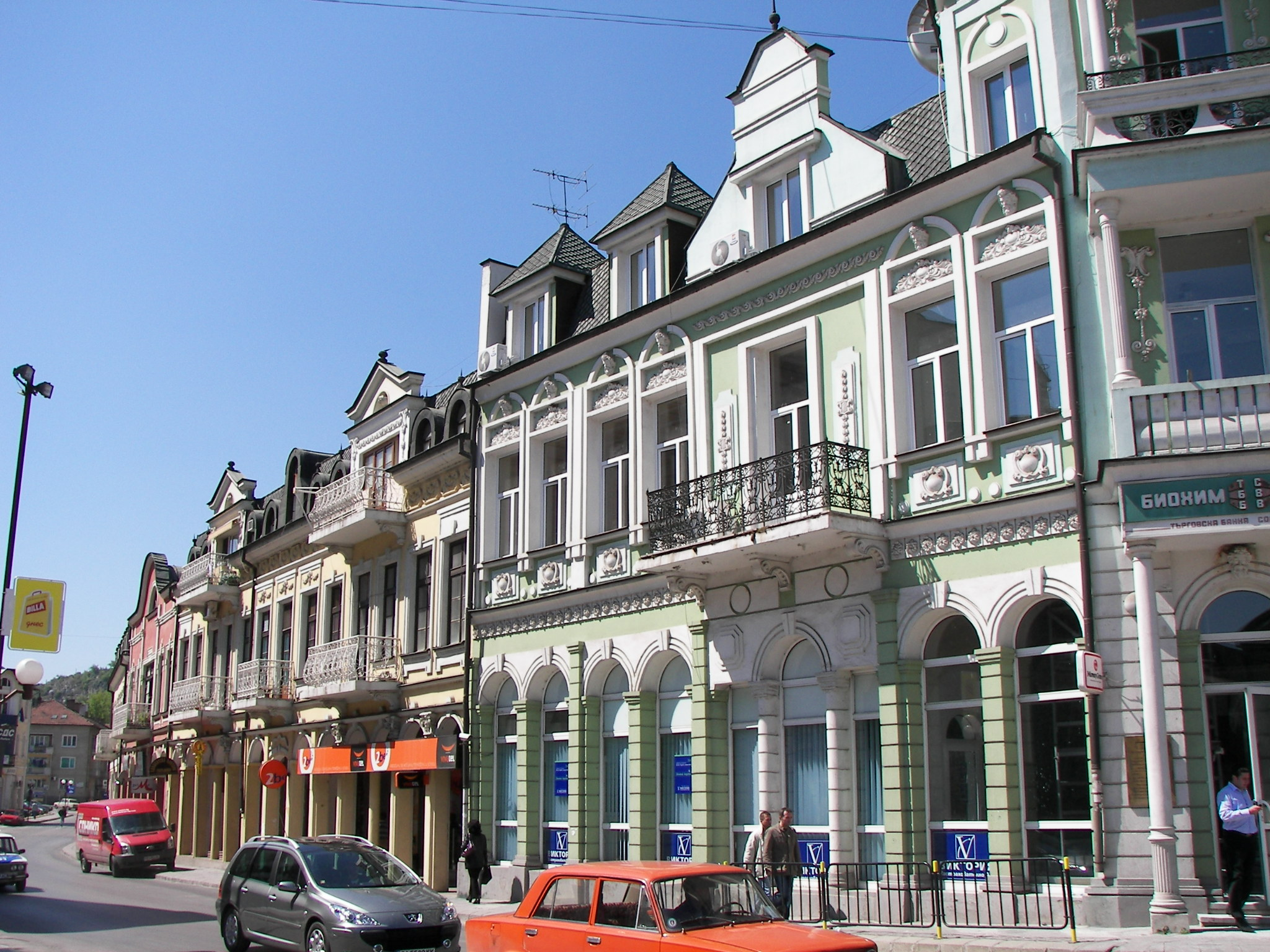
Le case barocche
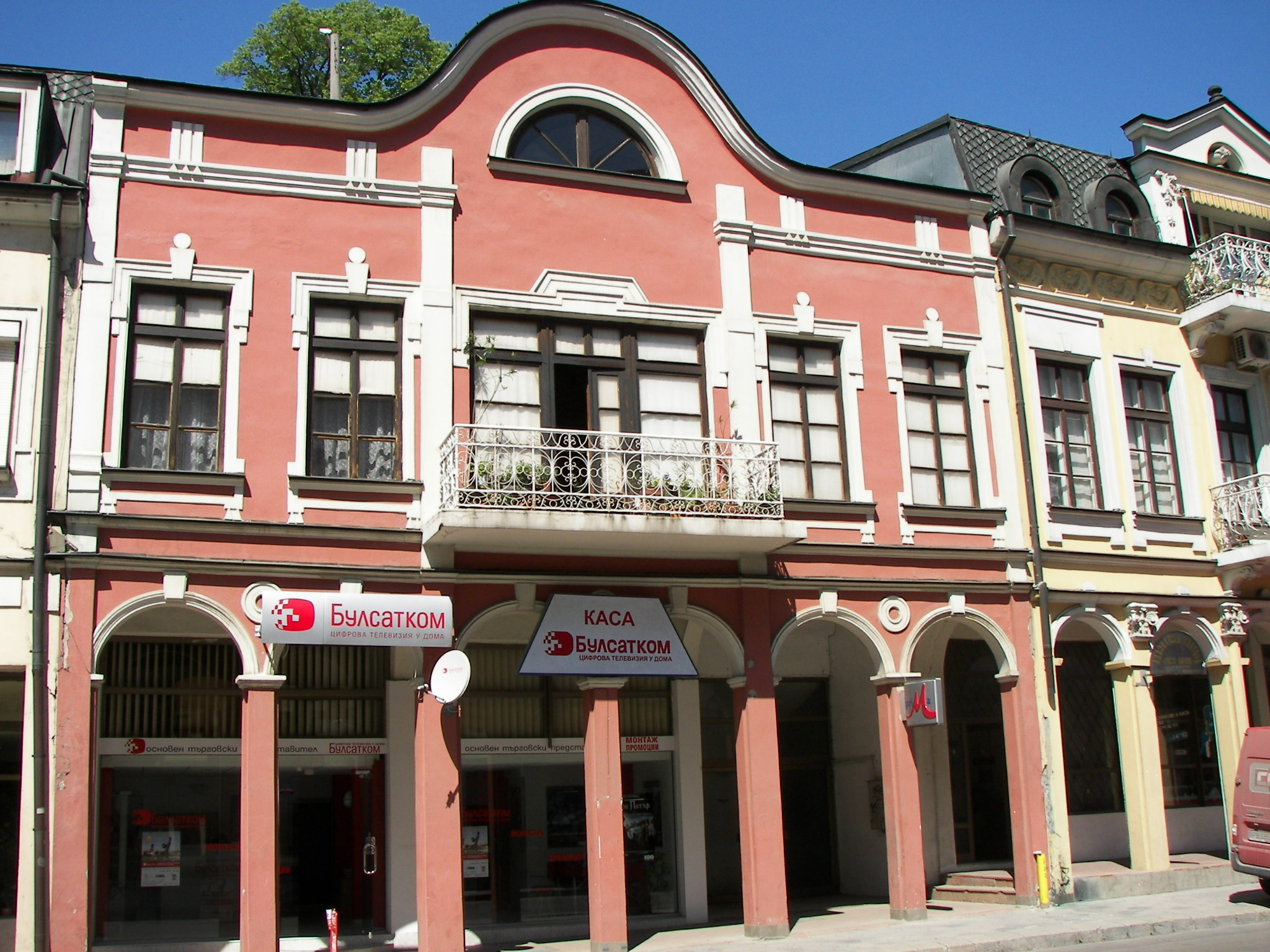
Le case barocche
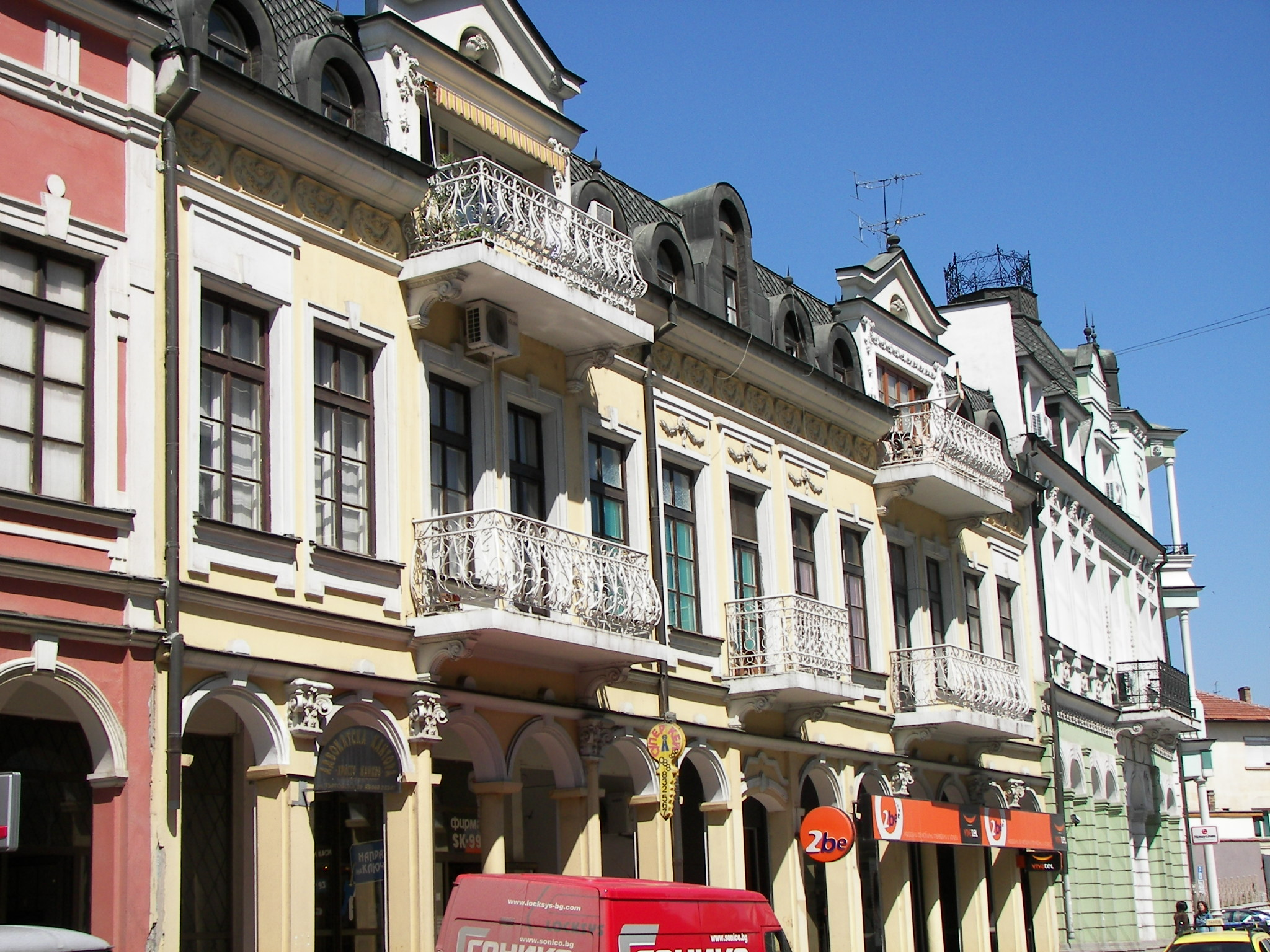
Le case barocche